# ドネツィク
- ドネツク

ドネツィク（ウクライナ語: Донецьк，[doˈnɛt͡sʲk] ( 音声ファイル)）またはドネツク（ロシア語: Донецк）は、カルミウス川河畔のウクライナの工業都市である。
1924年まではユゾフカ（Юзовка）、1924年から1929年まではスターリン（Сталин）1929年から1961年まではスターリノ（Сталино）などの名称がついていたドネツィクは、ドネツィク州の行政的な中心で、歴史的にドンバスでは非公式ながら経済や文化などの主都である。
2014年以降、市内の大半の地域はウクライナ政府の管轄が及んでおらず、親露派分離主義勢力が独立宣言したドネツク人民共和国の支配下に置かれた。現在は「住民投票」の結果を受けてロシア連邦に編入され、ロシアが実効支配を行っている。

## 歴史

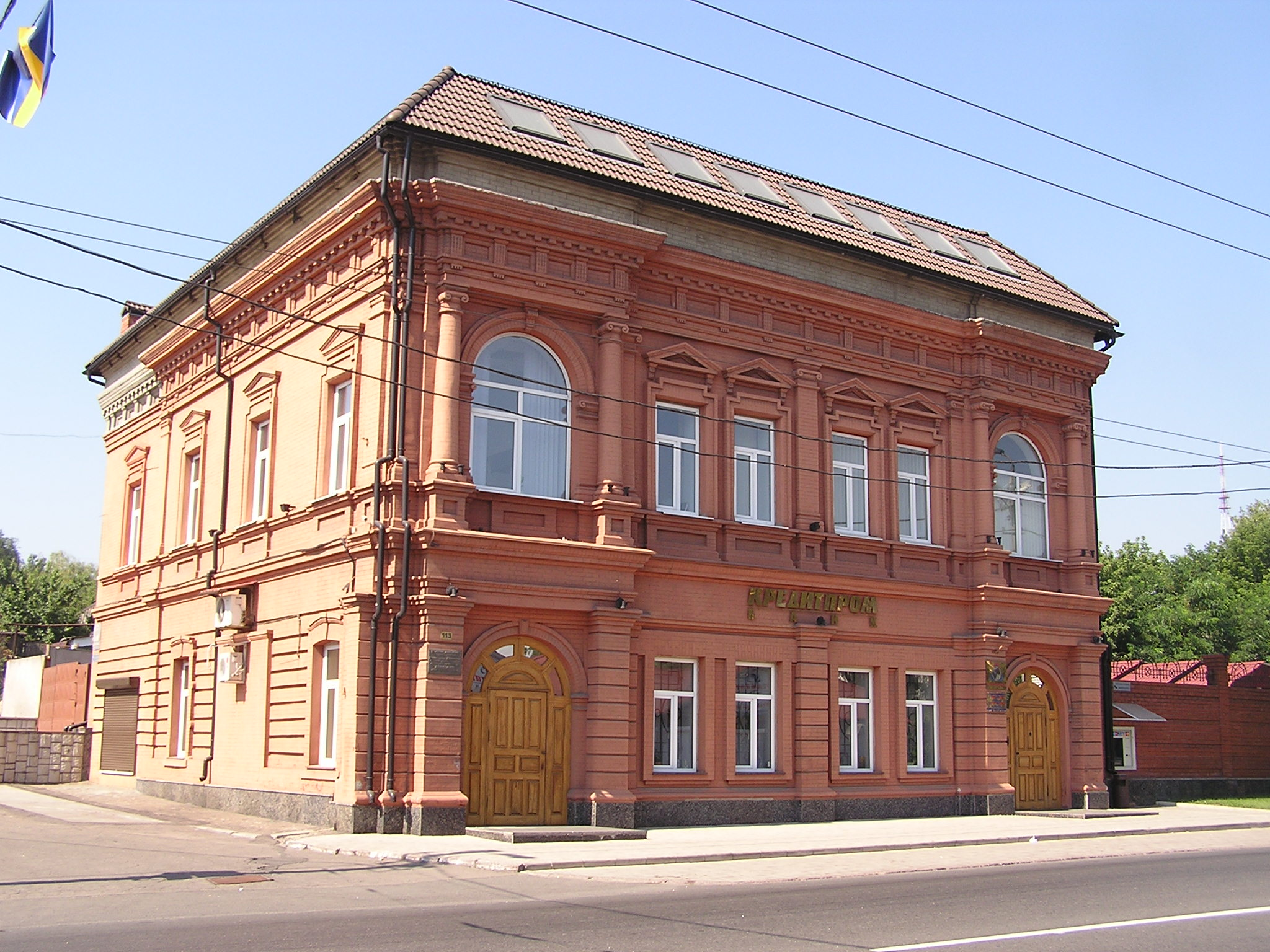
ユゾフカ時代に英系の学校として使われていた建物

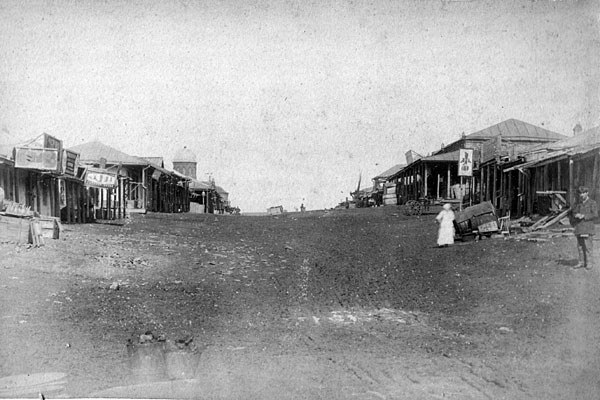
1887年当時のノヴィ・ソヴェトの通りに面した市場

ドネツィクは1869年に創設され、ウェールズの実業家ジョン・ヒューズは製鉄所といくつかの炭鉱をロシア帝国の南のアレクサンドルフカ（Олександрівка）に建設した。街は当初、ユゾフカという名が与えられていた。初期には多くの移民をウェールズ、特にマーサー・ティドビルから受け入れた。
20世紀初め、ユゾフカの人口は約5万人であり、人口の大部分は近隣のロシア領からで、1917年には都市の地位に達した。主要な地区であるハイゲルゾフカは英国コロニーと名づけられ、イギリスの起源は街並や建築物に反映されている。
ロシア内戦が1918年2月12日に勃発すると、ユゾフカはドネツク＝クリヴォーイ・ローク・ソビエト共和国の一部となった。共和国は1918年3月20日に第2全ウクライナ議会でウクライナ・ソビエト共和国の独立が発表されると解体された。これは国際的にもロシア共和国にも認知を得ることができず、ブレスト＝リトフスク条約に応じて廃止された。
1924年にソ連の支配下になると街の名称はスターリンに改称された。当時の街の人口は63,708人で翌年には80,085人となった。1929年に街の名称はスターリノに改称された。飲み水用の水道設備は1931年に55.3 kmのシステムが敷設されるまで街になかった。
1933年7月にはウクライナ・ソビエト社会主義共和国のドネツク州の行政の中心都市となった。1933年に最初の12 km (7 mi) の下水道施設が導入され、翌年には市内では最初のガス開発が行われた。

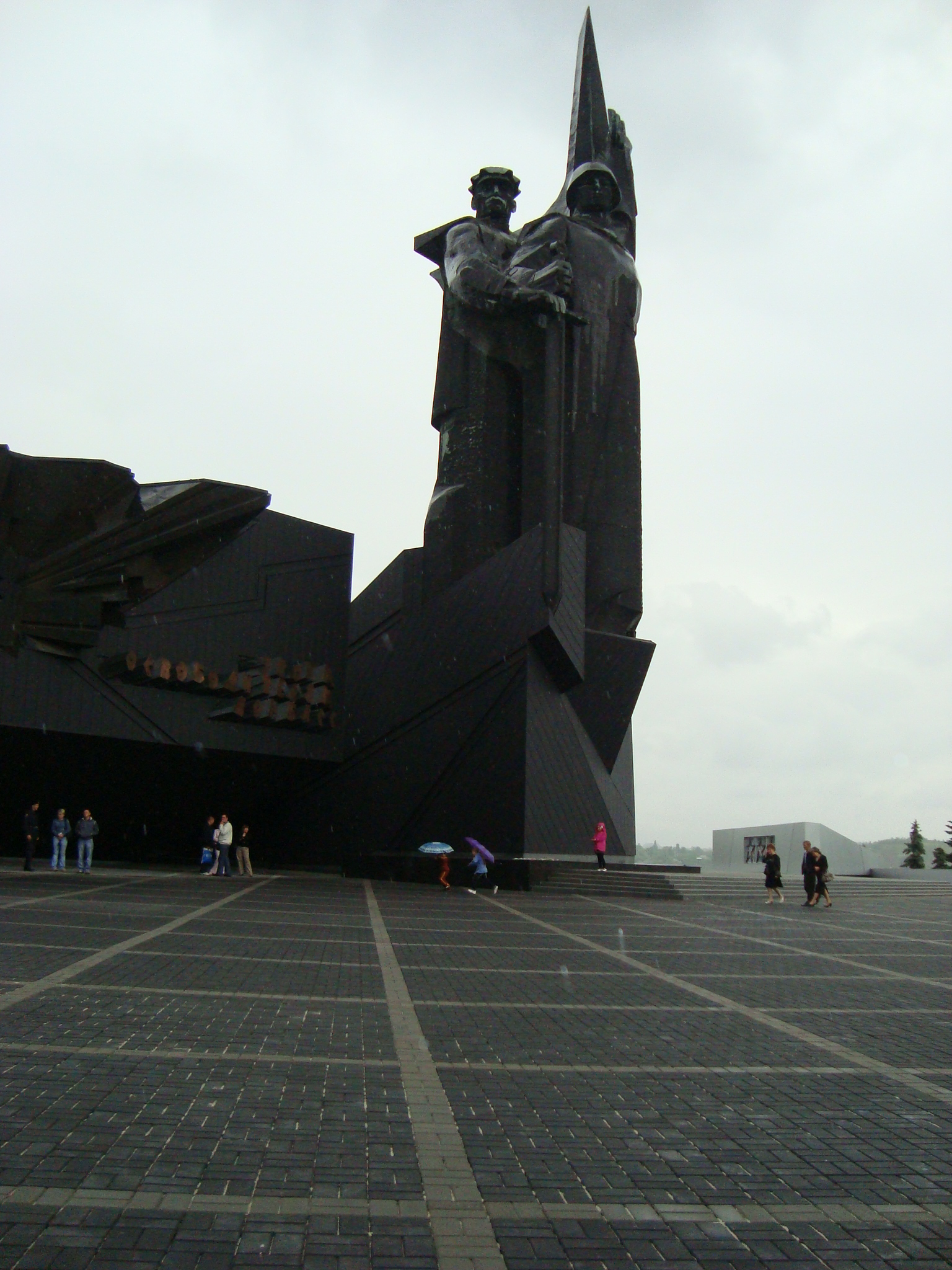
ナチスからドンバスを解放した兵士を称える、ドンバス解放者の記念碑。

第二次世界大戦の初め頃のスターリノの人口は507,000人で、戦後は175,000人であった。1941年のナチス・ドイツのバルバロッサ作戦で街は完全に破壊され、ナチスは1941年10月16日から1943年9月5日まで街を占領していた。イタリアもスターリノの占領に参加していた。街の大部分は戦後に再建された。
ナチス・ドイツ占領当時のドネツィクではユダヤ人ゲットー (en) が形成され、3,000人のユダヤ人が死亡し、強制収容所では92,000人が殺された。戦時中は連帯責任制度が適用されていた。
1945年にはユーゴスラビアやハンガリー、ルーマニア（バチュカやバナト）のドナウ・シュヴァーベン人の17歳から35歳の若い男性や女性が「戦争賠償」として、極度の困難のなか、スタリーノの再建や鉱山で強制労働させられた。その多くは病気や栄養失調で死亡している。

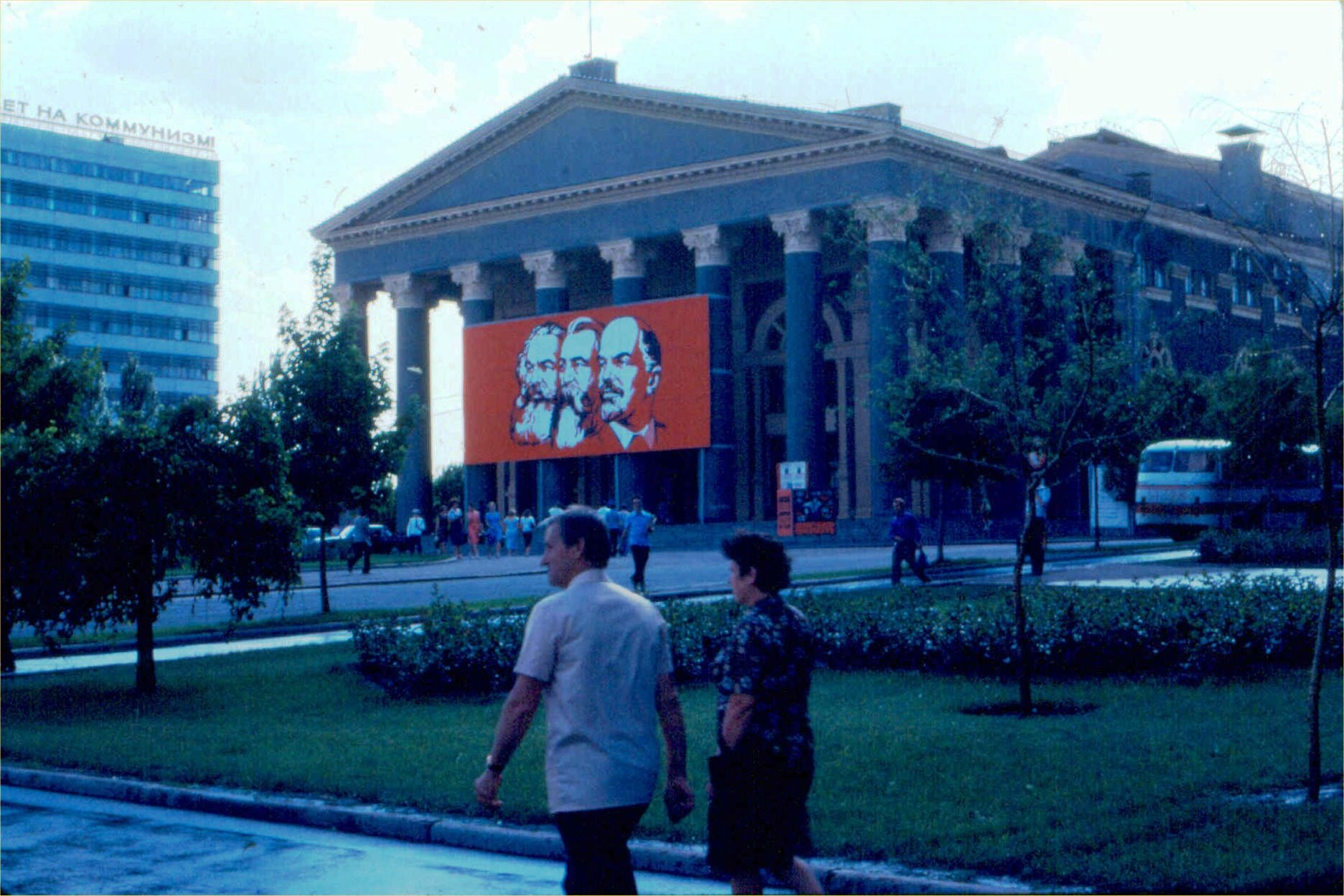
ソ連時代のドネツィク（1979年）

ニキータ・フルシチョフの非スターリン化の波で、1961年11月に街の名称はドン川の支流であるドネツ川にちなみドネツクに改称された。
1965年にはウクライナ国立学士院の組織の一部であるドネツク科学アカデミーが設立された。
企業を支配するギャング戦争の中心であった1990年代の困難を経験した後、ドネツィクは主に大企業の影響を受けて急速に近代化した。
2004年ウクライナ大統領選挙で、ドネツィクでは大部分がウクライナ中央選挙委員会が勝者として発表していたヴィクトル・ヤヌコーヴィチ候補に投票していたが、この投票結果は後に裁判により無効とされた。これにより再び選挙が行われ、ヤヌコーヴィッチは決選投票で落選する。

### 2014年の出来事

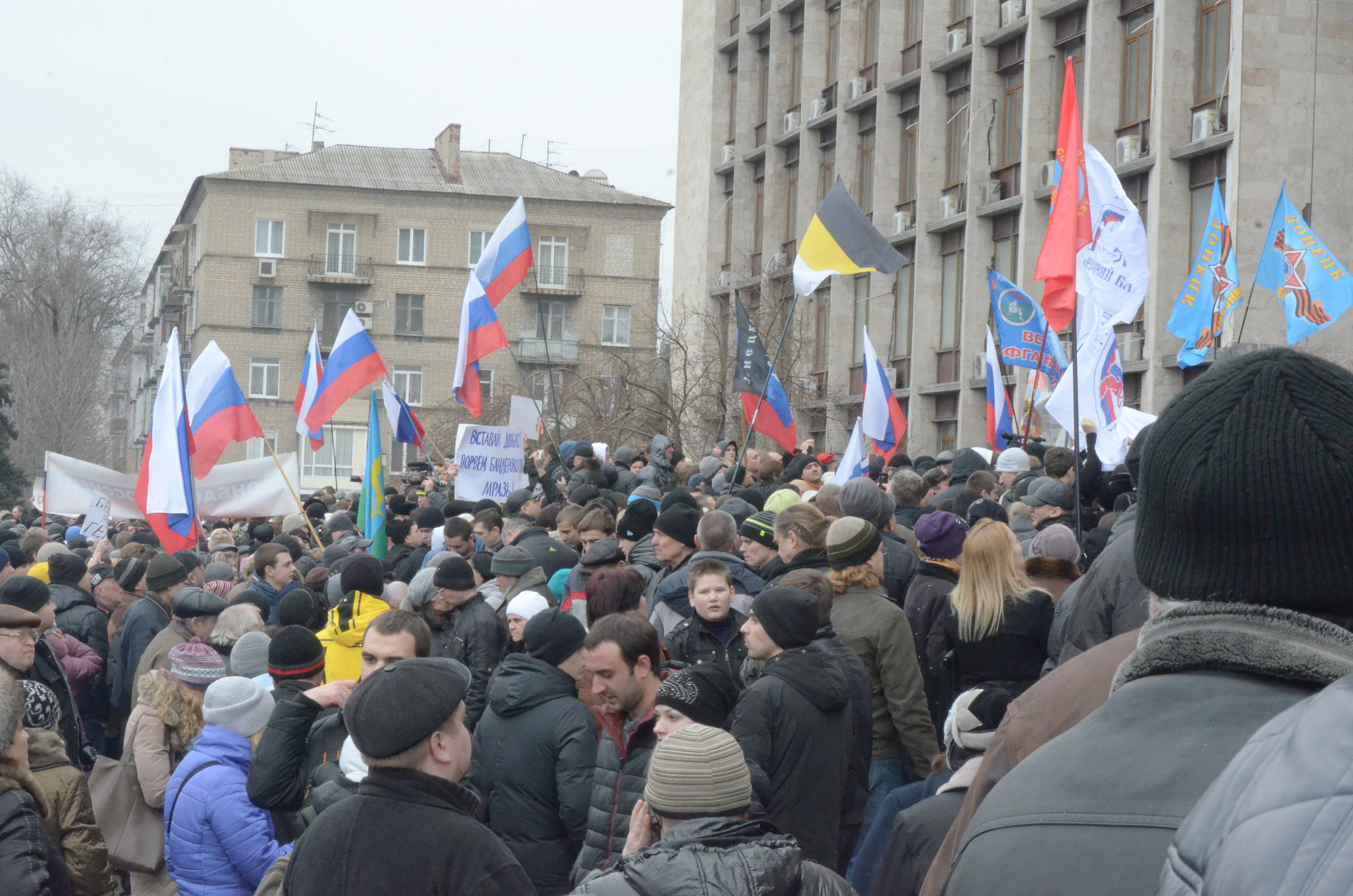
ユーロマイダンに対してドネツィクの行政庁舎前に立つ人々（2014年1月）

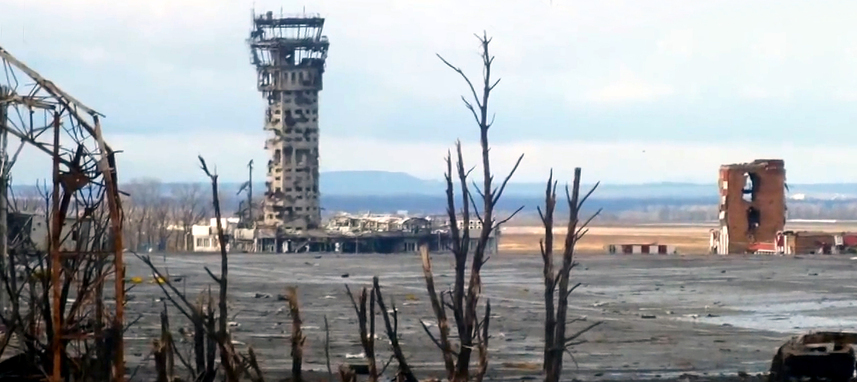
戦闘により荒廃したドネツィク空港（2014年12月）

ユーロマイダン後とクリミアの将来に関するクリミア議会の2014年クリミア住民投票の発表の影響を受け、ドネツィク州の州議会は州の将来を決定するために住民投票を行うことを可決した。2014年3月3日には多くの人々がドネツィク州の行政庁舎に押し入りロシアの国旗がはためき、「ロシア！」や「ベルクトは英雄！」と叫んだ。警察は反撃しなかった 。週の後半にドネツィク当局は地域の地位に関する住民投票を非難し 、警察はドネツィク州庁舎を取り戻した。ドネツィクは2014年ウクライナ親ロシア派武力衝突の中心のひとつとなった。
2014年4月7日、親ロシア派の活動家がドネツィクの行政庁舎を制圧し、ドネツク人民共和国を宣言し、ロシアの介入を要請した。
2014年5月11日に2014年ドネツィク・ルハンスク地位住民投票がドネツィクで行われ、投票者は政治的な独立を選択した。それはドネツィク地域で投票した90%以上の人たちがキエフからの政治的な独立を支持したと、自称ドネツク人民共和国選挙委員会の長であるロマン・リアキンが述べた。ウクライナはこの住民投票を認めず、アメリカや欧州連合も住民投票は違法と述べた。
6月のポロシェンコ政権の成立以後、奪還を目指す政府軍と親ロシア派との間で激しい戦闘が勃発した。政府軍は一時ドネツィク空港を制圧し市街に迫るもその後押し返され、2015年2月の停戦時点ではドネツィクは親ロシア派の勢力圏にある。

### 2022年の出来事
2022年ロシアのウクライナ侵攻が始まった時点でもなお、ドネツィクは親ロシア派が支配する都市であった。そうしたドネツィクに対してウクライナ軍は徐々に攻勢をかけ始め、同年10月16日朝には、市役所庁舎など広範囲の建物にロケット砲システム HIMARSによる攻撃が加えられた。
2022年12月、ドネツィク市内のホテルが砲撃に遭い、ドネツク人民共和国のビタリー・ホツェンコ 首相が負傷。さらに同ホテルに宿泊していたロシア連邦元副首相ドミトリー・ロゴージンや国会議員も負傷した。

## 地理

### 地勢

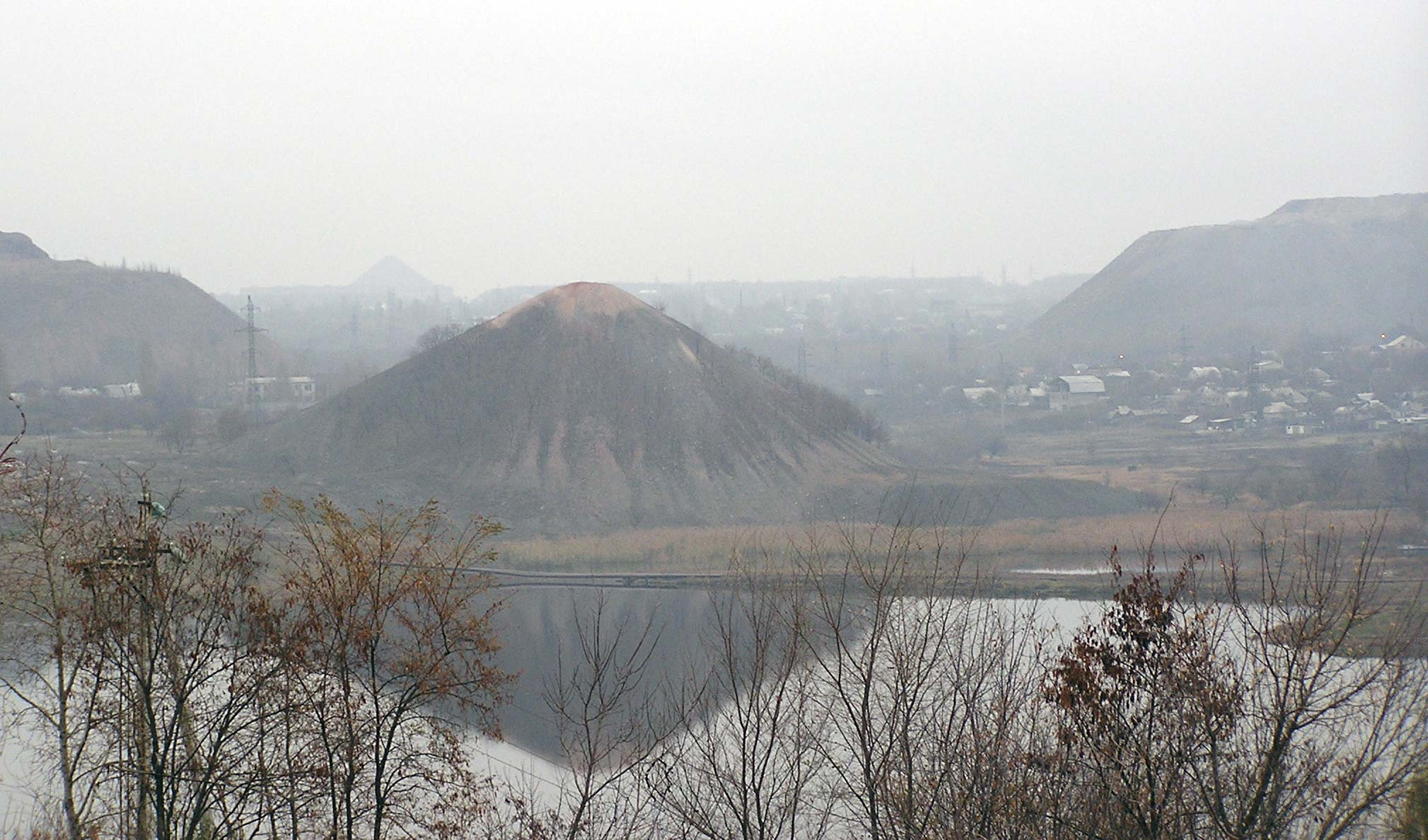
カリミウス近くのボタ山

ドネツィクはウクライナのステップの景色にあり、周辺には森林や丘陵地（ボタ山）、河川や湖が広がる。北郊は主に農業に利用されている。カルミウス川は街とアゾフ海を結んでいる。アゾフ海は南に95 km (59 mi)離れた場所にあり、ドネツィク市民にとって人気の行楽地である。街の周辺には広大な農業地帯が広がる。都市は南北に28 km (17 mi)、東西に55 km (34 mi) に広がる。
近隣には貯水池としてナイズネカルミウスと「ドネツィク海」（206 ha）があり、市内にはカルミス川を含めてアスモリフカ川、チェルパシュキナ川（23 km）、スコモロシュカ川、バクフムトカ川の5つの河川が流れている。また、市内には125のボタ山がある。

### 気候
ドネツィクの気候は穏やかな大陸性気候 で、ケッペンの気候区分では湿潤大陸性気候（Dfb）に含まれる。平均気温は1月が-4.1 ℃、7月が21.6 ℃である。年間の降水日は162日で、年間降水量は556 mmである。
| ドネツィク 1981–2010の気候 | ドネツィク 1981–2010の気候 | ドネツィク 1981–2010の気候 | ドネツィク 1981–2010の気候 | ドネツィク 1981–2010の気候 | ドネツィク 1981–2010の気候 | ドネツィク 1981–2010の気候 | ドネツィク 1981–2010の気候 | ドネツィク 1981–2010の気候 | ドネツィク 1981–2010の気候 | ドネツィク 1981–2010の気候 | ドネツィク 1981–2010の気候 | ドネツィク 1981–2010の気候 | ドネツィク 1981–2010の気候 |
| 月                         | 1月                        | 2月                        | 3月                        | 4月                        | 5月                        | 6月                        | 7月                        | 8月                        | 9月                        | 10月                       | 11月                       | 12月                       | 年                         |
| -------------------------- | -------------------------- | -------------------------- | -------------------------- | -------------------------- | -------------------------- | -------------------------- | -------------------------- | -------------------------- | -------------------------- | -------------------------- | -------------------------- | -------------------------- | -------------------------- |
| 最高気温記録 °C （°F）     | 12.2 (54)                  | 16.0 (60.8)                | 21.3 (70.3)                | 31.0 (87.8)                | 34.6 (94.3)                | 38.0 (100.4)               | 37.8 (100)                 | 39.1 (102.4)               | 33.9 (93)                  | 32.7 (90.9)                | 20.5 (68.9)                | 15.0 (59)                  | 39.1 (102.4)               |
| 平均最高気温 °C （°F）     | −1.3 (29.7)                | −0.9 (30.4)                | 5.3 (41.5)                 | 14.5 (58.1)                | 20.9 (69.6)                | 24.8 (76.6)                | 27.3 (81.1)                | 26.8 (80.2)                | 20.7 (69.3)                | 13.1 (55.6)                | 4.7 (40.5)                 | −0.3 (31.5)                | 13.0 (55.4)                |
| 日平均気温 °C （°F）       | −4.1 (24.6)                | −4.1 (24.6)                | 1.3 (34.3)                 | 9.4 (48.9)                 | 15.4 (59.7)                | 19.3 (66.7)                | 21.6 (70.9)                | 20.8 (69.4)                | 15.1 (59.2)                | 8.5 (47.3)                 | 1.6 (34.9)                 | −2.9 (26.8)                | 8.5 (47.3)                 |
| 平均最低気温 °C （°F）     | −6.7 (19.9)                | −7.0 (19.4)                | −2.1 (28.2)                | 4.6 (40.3)                 | 10.0 (50)                  | 13.8 (56.8)                | 15.9 (60.6)                | 15.0 (59)                  | 10.0 (50)                  | 4.5 (40.1)                 | −1.1 (30)                  | −5.4 (22.3)                | 4.3 (39.7)                 |
| 最低気温記録 °C （°F）     | −32.2 (−26)                | −31.1 (−24)                | −21.0 (−5.8)               | −10.6 (12.9)               | −2.4 (27.7)                | 2.1 (35.8)                 | 6.0 (42.8)                 | 2.2 (36)                   | −6.0 (21.2)                | −10.0 (14)                 | −22.2 (−8)                 | −28.5 (−19.3)              | −32.2 (−26)                |
| 降水量 mm （inch）         | 37 (1.46)                  | 32 (1.26)                  | 34 (1.34)                  | 38 (1.5)                   | 46 (1.81)                  | 65 (2.56)                  | 51 (2.01)                  | 37 (1.46)                  | 36 (1.42)                  | 37 (1.46)                  | 38 (1.5)                   | 41 (1.61)                  | 492 (19.37)                |
| 平均降雨日数               | 11                         | 8                          | 10                         | 13                         | 13                         | 14                         | 11                         | 8                          | 11                         | 11                         | 13                         | 11                         | 134                        |
| 平均降雪日数               | 17                         | 17                         | 10                         | 2                          | 0                          | 0                          | 0                          | 0                          | 0                          | 2                          | 8                          | 16                         | 72                         |
| % 湿度                     | 87                         | 84                         | 77                         | 66                         | 62                         | 66                         | 64                         | 60                         | 67                         | 76                         | 86                         | 88                         | 73                         |
| 出典：Pogoda.ru.net        |                            |                            |                            |                            |                            |                            |                            |                            |                            |                            |                            |                            |                            |

## 行政
| Bydionivskyi Raion Voroshylovskyi Raion Kalininskyi Raion Kyivskyi Raion Kirovskyi Raion | Kuibyshevskyi Raion Leninskyi Raion Petrovskyi Raion Proletarskyi Raion |

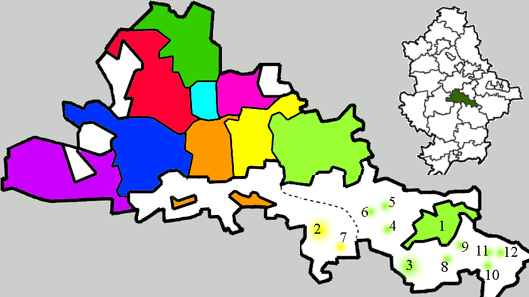
ドネツィク市の行政区:

ドネツィクはドネツィク州の州都であり、ドネツィク市自治体の中心である。ドネツィクは州の下位の都市で市自体にあるドネツィク市自治体より直接的に州の影響を受ける。ドネツィク市域は9の行政区（ラヨン）に分けられている。それに加えて、それぞれのラヨンにはドネツィク市議会の下位の「地区議会」がある。
| # | ラヨン               | ウクライナ語         | 面積   | 人口    |
| - | -------------------- | -------------------- | ------ | ------- |
| 1 | Budionivskyi Raion   | Будьонівський район  | 25 km² | 100,300 |
| 2 | Voroshylovskyi Raion | Ворошилівський район | 10 km² | 97,300  |
| 3 | Kalininskyi Raion    | Калінінський район   | 19 km² | 109,700 |
| 4 | Kyivskyi Raion       | Київський район      | 33 km² | 143,700 |
| 5 | Kirovskyi Raion      | Кіровський район     | 68 km² | 171,700 |
| 6 | Kuibyshevskyi Raion  | Куйбишевський район  | 51 km² | 120,800 |
| 7 | Leninskyi Raion      | Ленінський район     | 37 km² | 107,800 |
| 8 | Petrovskyi Raion     | Петровський район    | 57 km² | 88,600  |
| 9 | Proletarskyi Raion   | Пролетарський район  | 58 km² | 102,800 |

### 都市
- ホルリフカ

## 人口動態
ドネツィクの2010年現在の人口は982,000人を超え、都市圏の人口は2014年時点で1,566,000人である。ウクライナで5番目に大きな都市である。2001年の国勢調査によれば、ドネツィク地域には130を超える民族グループが居住している。ドネツィク州の人口の56.9%（2,744,100人）はウクライナ人、38.2%（1,844,400人）はロシア人が占める。地域の言語は人口の74.9%はロシア語を母語とし、ウクライナ語は24.1%を占める。58.7%のウクライナ人の人々はロシア語を母語としていると考えられる。ドネツィク地域の450万人のうち550人はロシアの市民である。
ドネツィク市自治体の現在の民族構成は以下の通り。
1. ロシア人: 493,392 人, 48.15%
2. ウクライナ人: 478,041 人, 46.65%
3. ベラルーシ人: 11,769 人, 1.15%
4. ギリシャ人: 10,180 人, 0.99%
5. ユダヤ人: 5,087 人, 0.50%
6. タタール人: 4,987 人, 0.49%
7. アルメニア人: 4,050 人, 0.40%
8. アゼルバイジャン人: 2,098 人, 0.20%
9. グルジア人: 2,073 人, 0.20%
10. その他: 13,001人, 1.27%

合計: 1,024,678 人, 100.00%
1991年には3分の1はロシア人、同じく3分の1はウクライナ人と明言し、残りの多数は自身をスラヴ人と明言していた。

## 経済

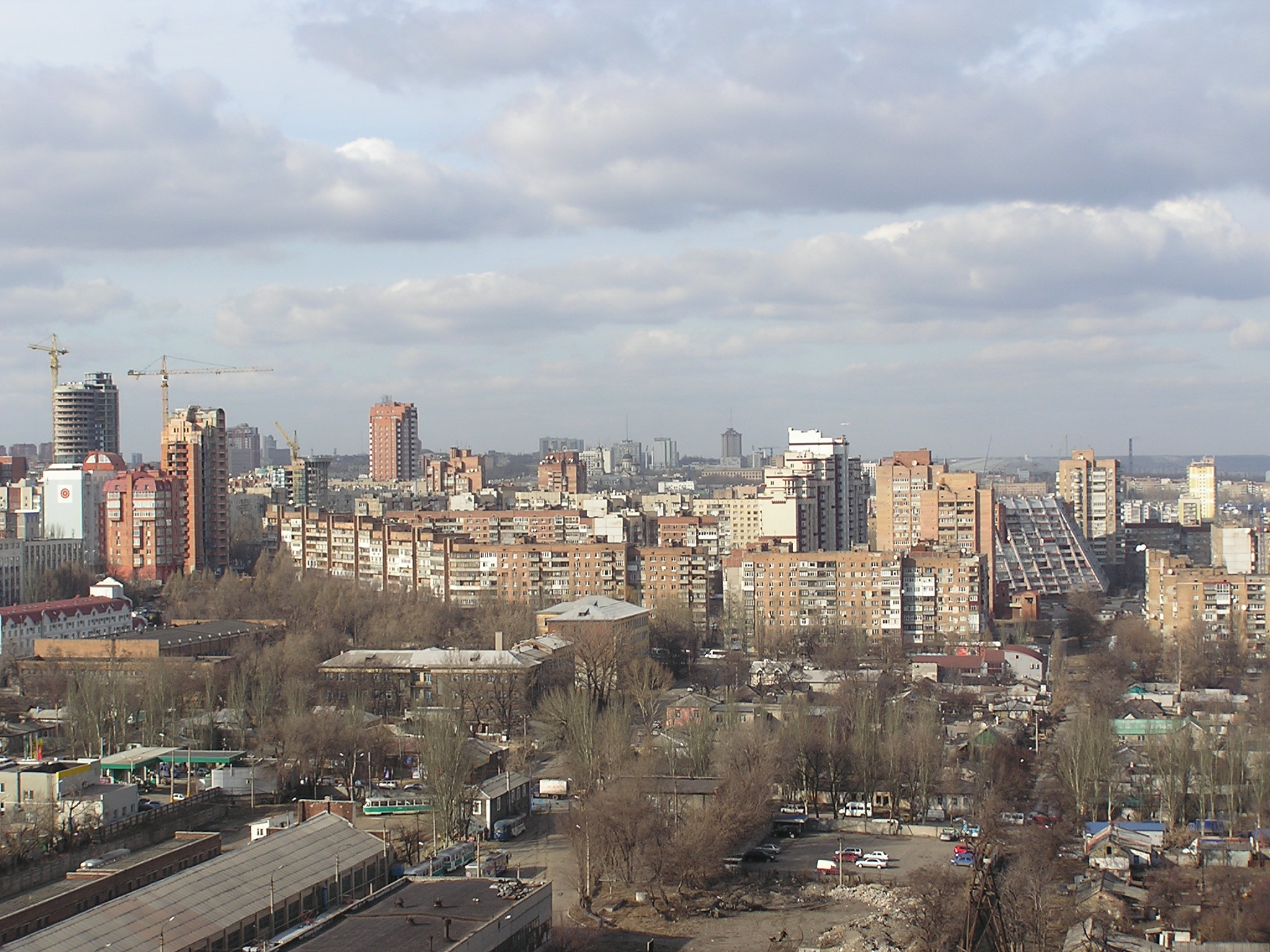
ドネツィクの街並み（2010年）

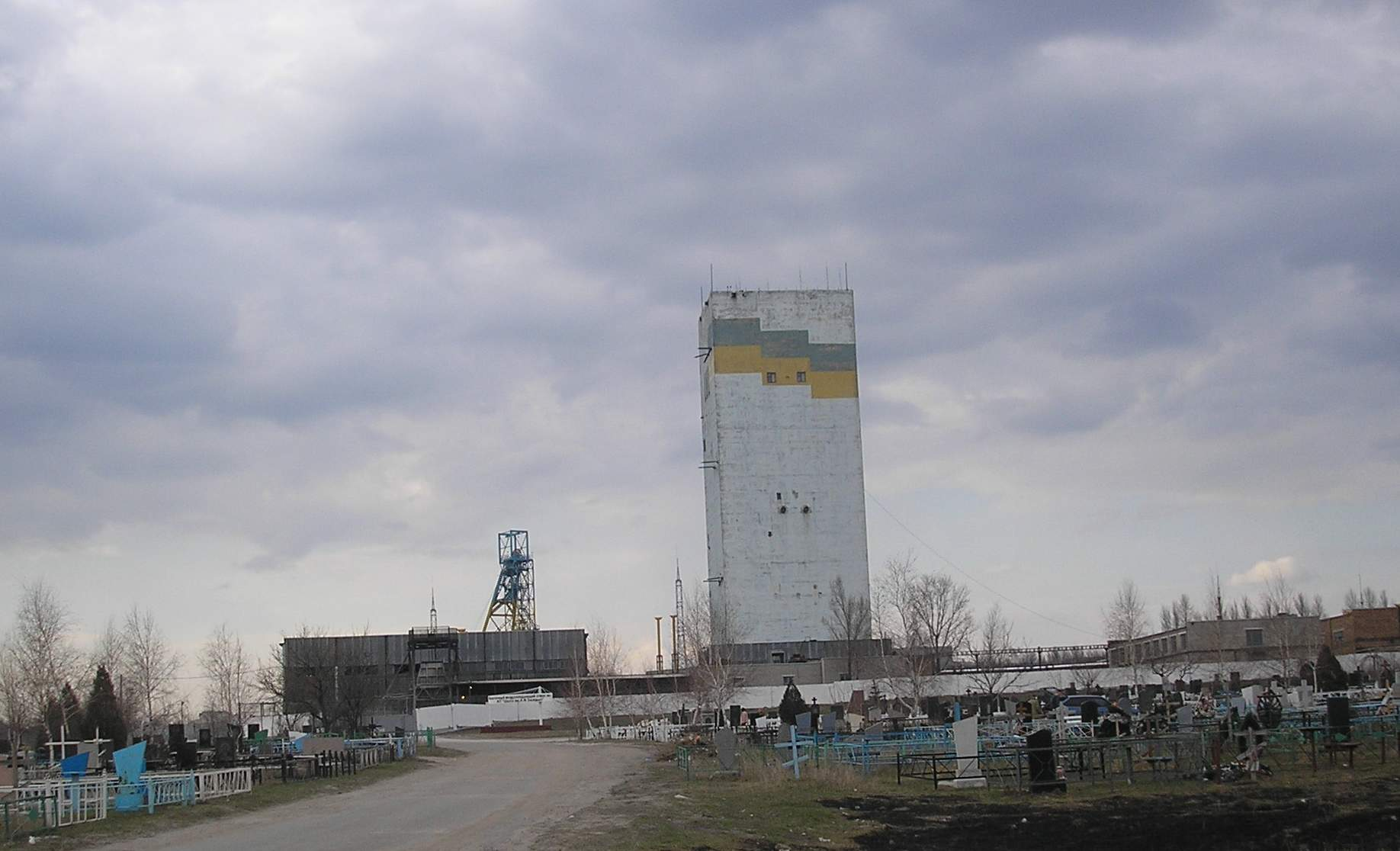
ザスヤヅコ鉱山。2007年に大規模な事故を起こしている

ドネツィク周辺はかなり都会化した人口が集中するコナベーションである。労働力は大きく重工業に関わっており、とくに石炭鉱業が著しい。ドネツィクはドンバスとウクライナの重工業や炭鉱を担う重要な都市である。炭鉱が都市のなかにあるが、何度も鉱山事故を起こしており、2007年に発生した2007年ザスヤヅコ鉱山事故では100人の労働者が死亡している。
ドネツィクの経済は200の産業組織で構成され、合計の製品生産額は年間500億フリヴニャを超え、20,000を超える中小企業がある。市内の石炭鉱業は17の炭鉱と2つの選鉱所があり、冶金産業は5つの冶金工場が市内にはある。エンジニアリング関連は67企業、食品関連は32企業ある。航空会社のドンバスアエロは、本社をドネツィク国際空港の敷地に置いている。
ソビエト連邦の崩壊によって、ドネツィクや他の近隣のドンバスの都市では多数の工場が閉鎖されたり、多くの人々が仕事を失った。しかし、厳しいウクライナの経済状況にかかわらず、ドネツィクは発展した都市となった。約412,000 m2の生活空間、 7.9 km (4.9 mi)のガス網、15.1 km (9.4 mi)の水道網が1998年から2001年にかけて整備された。
市内にはまたドネツィク経済特区があり、2007年現在、9つの都市と姉妹都市の関係がある。1962年から1996年の間は、ドイツのマグデブルクとドネツィクは経済協力を結んでいた。
2012年に、フォーブスではウクライナでビジネスを行うために最高の都市と認められた。また、ヒューマン・キャピタルや購買力、インフラ、経済安定、快適性の指標で高い位置にあった。
ドネツィクにはショッピングセンターのドネツィクシティがある。

## スポーツ
ドネツィクはスポーツの中心地でもあり、発達したインフラのなかで、デビスカップやUEFAチャンピオンリーグなど国際的な大会が何度も開催されている。サッカーやホッケー、バスケットボール、ボクシング、テニス、陸上競技など様々なスポーツで国をリードし、代表する都市である。
ドネツィクで最も人気のスポーツはサッカーで、3つのメジャーなプロサッカークラブチームがある。FCシャフタール・ドネツィクはドンバス・アリーナを、FCメタルルフ・ドネツィクはメタルフスタジアムを、FCオリンピク・ドネツィクはRSCオリンピスキーをそれぞれホームスタジアムとしている。この3つのクラブチームは、ウクライナのプロリーグの最上位ウクライナ・プレミア・ディビジョンに参加しており、FCシャフタール・ドネツィクはウクライナチャンピオンシップ、ウクライナカップでは複数回優勝し、2008-2009年のシーズンにはUEFAヨーロッパリーグで優勝している。ドネツィクにはまた女子サッカーのWFCドンチャンカがあり、ウクライナ女子サッカーリーグでは歴史的に最も成功したクラブチームのひとつである。

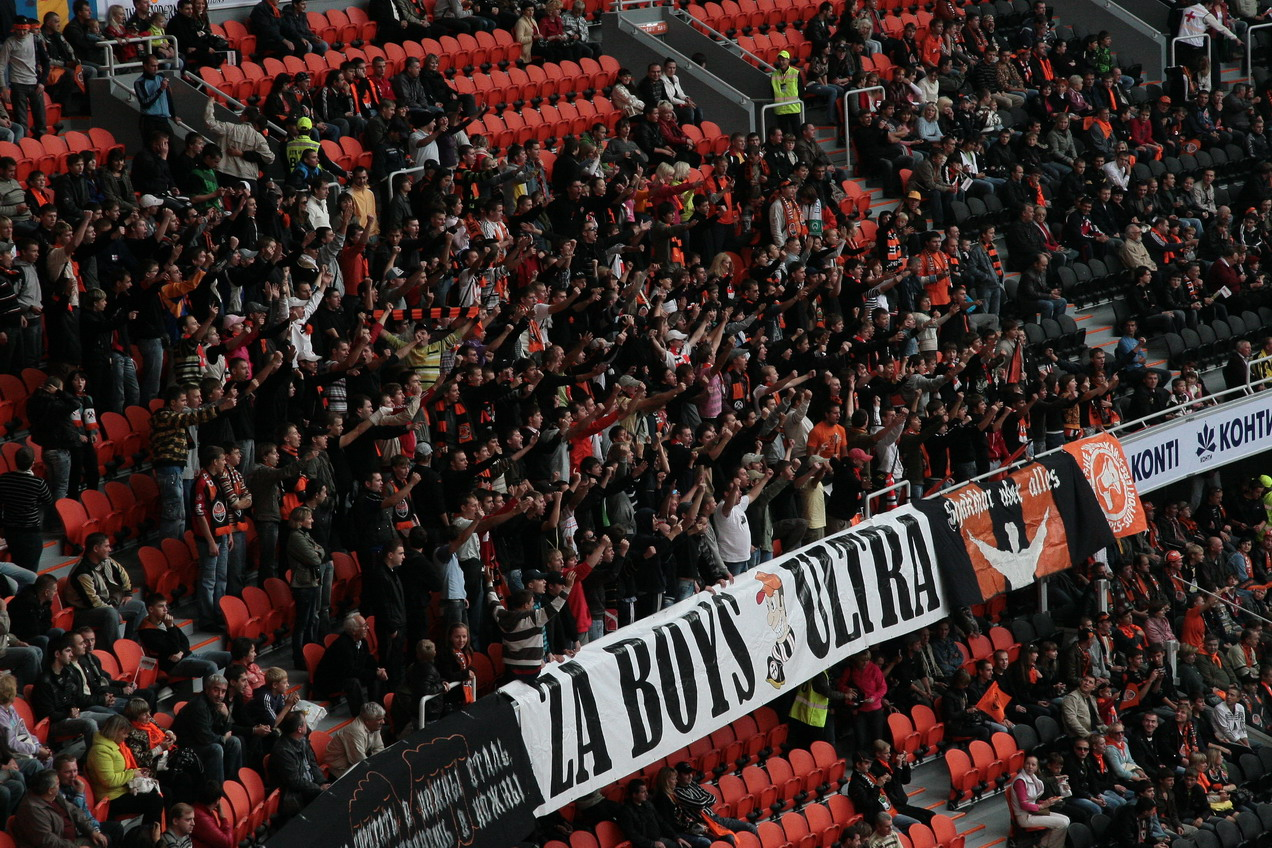
ドンバスアリーナのシャクタール・ドネツィクのファン

ドネツィクにはサッカースタジアムのドンバス・アリーナがあり、このスタジアムは2009年にオープンした。東ヨーロッパでは初めてUEFAの基準で"Elite"カテゴリーで設計、建築されたスタジアムである。UEFA EURO 2012の共同招致でポーランドとウクライナは招致に成功し、ドネツィクのドンバスアリーナはUEFA Euro 2012グループDの3試合と準々決勝、準決勝の会場として選ばれている 。
RSCオリンピスキーは予備のスタジアムとして選ばれた。
ドネツィクは、近くの都市マリウポリとともにUEFA U-19欧州選手権2009の共催都市であった。ドネツィクでの開催では、RSCオリンピスキーとメタルフスタジアムが使われた。
ドネツィクにはアイスホッケーのクラブチームであるHCドンバスが2011年以来、ドラズバアリーナでプレーをし、2011年にはウクライナホッケー選手権で優勝し、ウクライナで唯一エリートレベルのクラブチームである。ロシアアイスホッケーメジャーリーグに1シーズン参加した後、クラブはKHLの規定にアリーナを改良して2012年のシーズンからリーグに参加している。2013年にはドネツィクでIIHFコンチネンタルカップ2013アイスホッケースーパーファイナルが開催され、HCドンバスが優勝している。
ドネツィクにはまたバスケットボールクラブのBCドネツィクがあり、ウクライナバスケットボールスーパーリーグでプレーしており、2012年には優勝してチャンピオンタイトルを得ている。クラブはドルフバアリーナをホームとしている。
ドネツィクには、今はなき注目されたクラブチームがあった。MFCシャフタールドネツィクはウクライナフットサル選手権では5回優勝していたが、2011年1月にシーズンの途中で財政的な問題により解散した。ソ連のバーレーボールのトップチームのひとつであったVCシャフタールドネツィクは、1992年にソビエトバレーボーツチャンピオンシップで優勝した最後のクラブチームで、独立したウクライナのリーグでは1992年と1993年に最初の2回優勝し、1993年のウクライナカップでも優勝した。しかしながら、金融的な問題によって1997年に降格し、その後のシーズンで解散した。

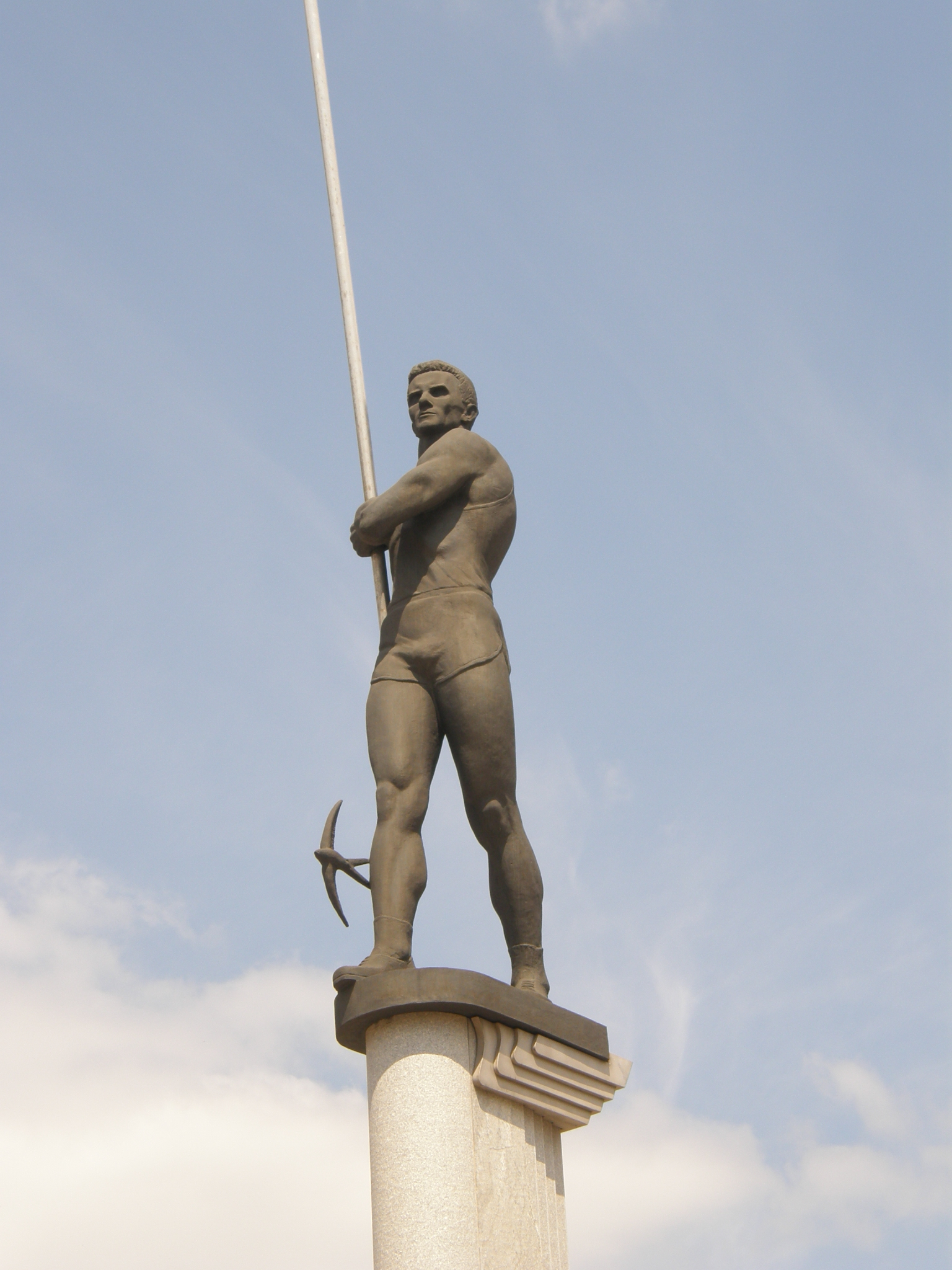
セルゲイ・ブブカの像

ドネツィクでは1978、1979、1980年にソ連テニス選手権が開催され、2005年にはデビスカップのいくつかの試合が開催されている。2002-2008年にATPチャレンジャーツアーの一部であるアレクサンダー・コリャスキンメモリアルが開催され、女子のITFウーメンズサーキットに分類されるヴィコールトカップが2012年から始まっている。
ドネツィクは常に陸上競技の中心で、様々な大会が開催されている。1978年と1980年にはソビエト陸上選手権が開催され、1984年には単独開催都市であった。また、1977年欧州陸上ジュニア選手権が開催された。これらの陸上競技の大会はRSCオリンピスキー（当時はRSCロコモティフ）で開催された。別の陸上競技では、ドネツィクは棒高跳で世界的にも有名なアスリートであるセルゲイ・ブブカを輩出している。

### プロスポーツクラブチーム
既存のプロスポーツクラブと現在は解散したかつてタイトルを獲得したクラブ。
| クラブ                             | リーグ                                   | スポーツ               | スタジアム                         | 設立年 | 優勝回数                       |
| ---------------------------------- | ---------------------------------------- | ---------------------- | ---------------------------------- | ------ | ------------------------------ |
| FCシャフタール・ドネツィク         | ウクライナ・プレミアリーグ               | サッカー               | ドンバス・アリーナ                 | 1936   | 9                              |
| FCメタルルフ・ドネツィク           | ウクライナ・プレミアリーグ               | サッカー               | メタルフスタジアム                 | 1996   | 0                              |
| FCオリンピク・ドネツィク           | ウクライナ・プレミアリーグ               | サッカー               | オリンピックスポーツコンプレックス | 2001   | 0                              |
| WFCドンチャンカ                    | ウクライナ女子サッカーリーグ             | 女子サッカー           | TsPOR Donchanka Stadium            | 1992   | 5                              |
| MFCシャクタール・ドネツィク (解散) | ウクライナ・フットサル選手権             | フットサル             | Pavilion                           | 1998   | 5                              |
| シャクタール・アカデミア           | ウクライナハンドボールスーパーリーグ     | ハンドボール           | SC Tekstilshik                     | 1983   | 3                              |
| HCドンバス                         | KHL                                      | アイスホッケー         | ドラズバアリーナ                   | 2005   | ウクライナ: 3 (2 HC Donbass-2) |
| BCドネツィク                       | ウクライナバスケットボールスーパーリーグ | バスケットボール       | ドラズバアリーナ                   | 2006   | 1                              |
| VCシャクタール・ドネツィク (解散） | ウクライナ男子バレーボールスーパーリーグ | バレーボール           | ドラズバアリーナ                   | 1983   | ソ連時代: 1 ウクライナ: 2      |
| Skify-DonNTU                       | ウクライナ・アメリカンフットボール選手権 | アメリカンフットボール | DonNTU                             | 1990   | 13                             |

## 文化

### 名所

#### アルトマ通り

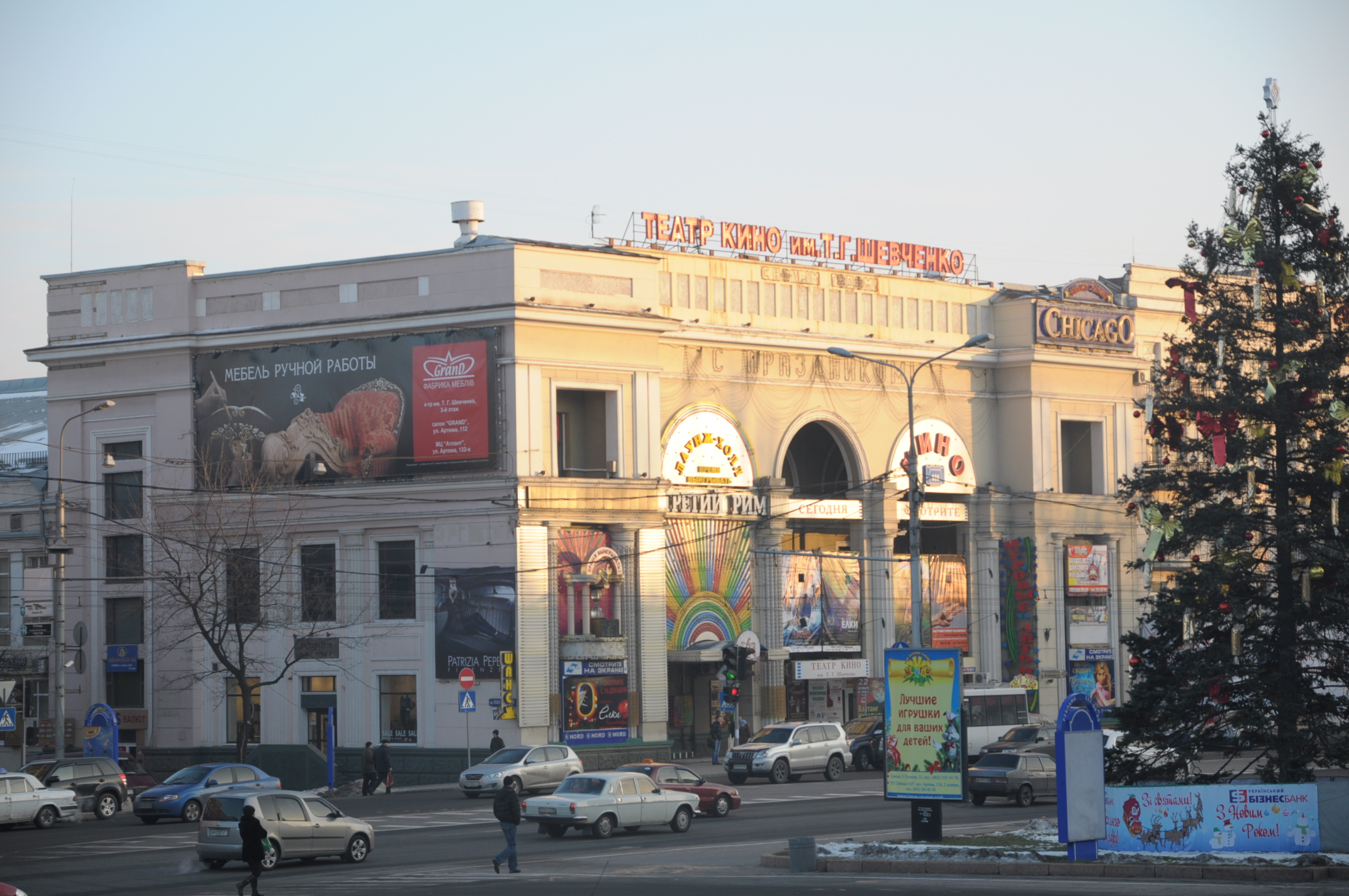
アルトマ通りに面したドネツィクシェフチェンコ映画館

ドネツィクの主要な区域で、この広い通りは市内を巡るあらゆる観光客の起点である。新旧様々の建築物や小さな公園、洒落たホテル、レストランなどが立地している。史跡には通りやレーニン広場、オペラ・バレエ劇場、炭坑夫のモニュメント、ドネツィク演劇場が含まれる。

#### アルテムの像
壮大な6mのアルトマ通りにある像はフョードル・セルゲーエフで、ソビエトで最も著名な政治家のひとりであった。1921年にドンバスでセルゲーエフが亡くなると、スターリンは彼の息子を選出した。

#### ドネツィク・オペラ・バレエ劇場

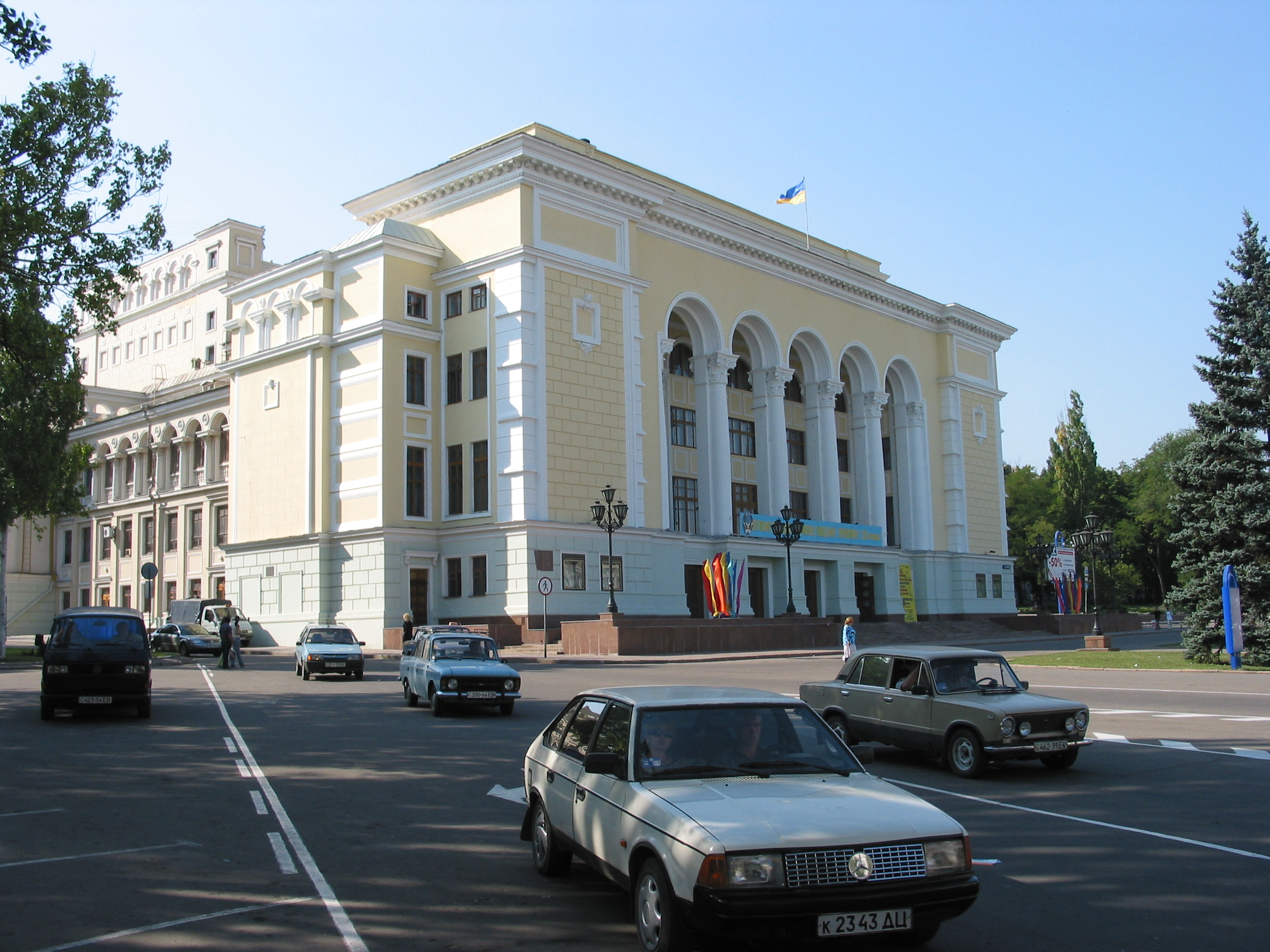
ドネツィクオペラ・バレー劇場（2002年）

ドネツィク・オペラ・バレエ劇場は1936年に建てられ、優美な外観と世界クラスの公演は擁する劇場である。ドネツィクには1946年からドネツィク・バレエ・カンパニーがある。

#### ドンバスパレス
ドンバスパレスはドネツィク中心部にある五つ星ホテルで、ウクライナでは唯一ザ・リーディングホテルズ・オブ・ザ・ワールドに加盟している。建物は1938年にシュヴァロヴァとリハニコフの計画により1938年に建てられた。ナチスの占領期間にはドネツクゲシュタポ本部が旧ホテルに置かれ、戦時中に建物の一部は破壊された。2004年の再建後にホテルは開業している。

#### プーシキン大通り

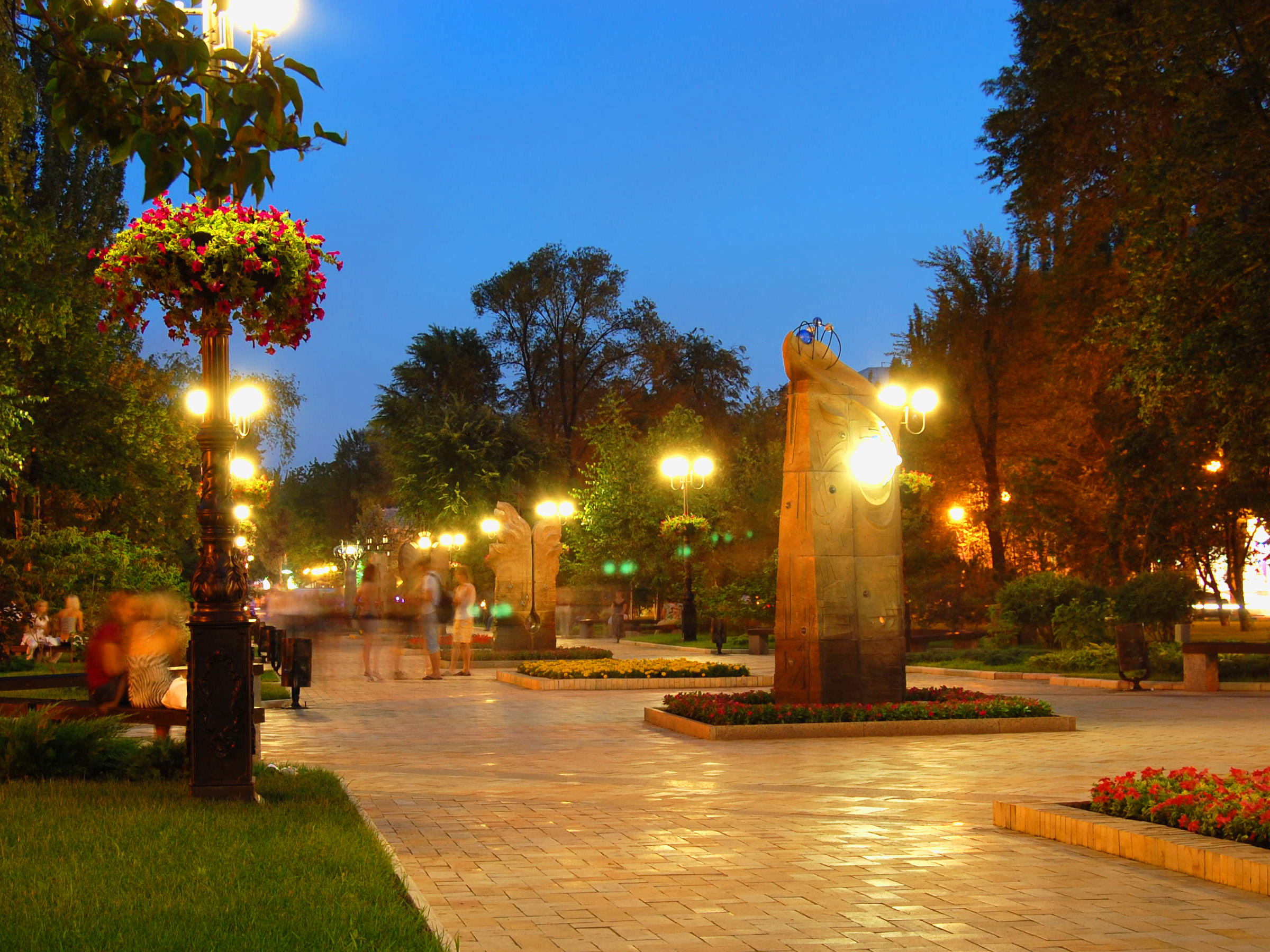
プーシキン大通り

美しい緑の遊歩道が2kmにわたって続いている。噴水やオープンカフェ、タラス・シェフチェンコといった多くの彫像などが点在する。通りには鉄から鍛冶で作り出された植物の彫像もあり、もともとは1896年に地元の鍛冶屋であったアレクセイ・メエルトサロヴ（Aleksei Mertsalov）が1本のレールから作り出し展示されたもので、技術力の高さを示している。

#### ジョン・ヒューズのモニュメント
2001年からドネツィク国立工科大学の前に、街の設立の功労者であるジョン・ヒューズの像がある。彼はドネツィクに産業の歴史を与え、ユゾフカの製鉄所に関わった。

#### フォージド・フィギアパーク
フォージド・フィギアパークは2001年に開園し、1種につき1インチのオブジェである。国際鍛冶工芸祭が毎年、パークで開かれている。

### 建築物

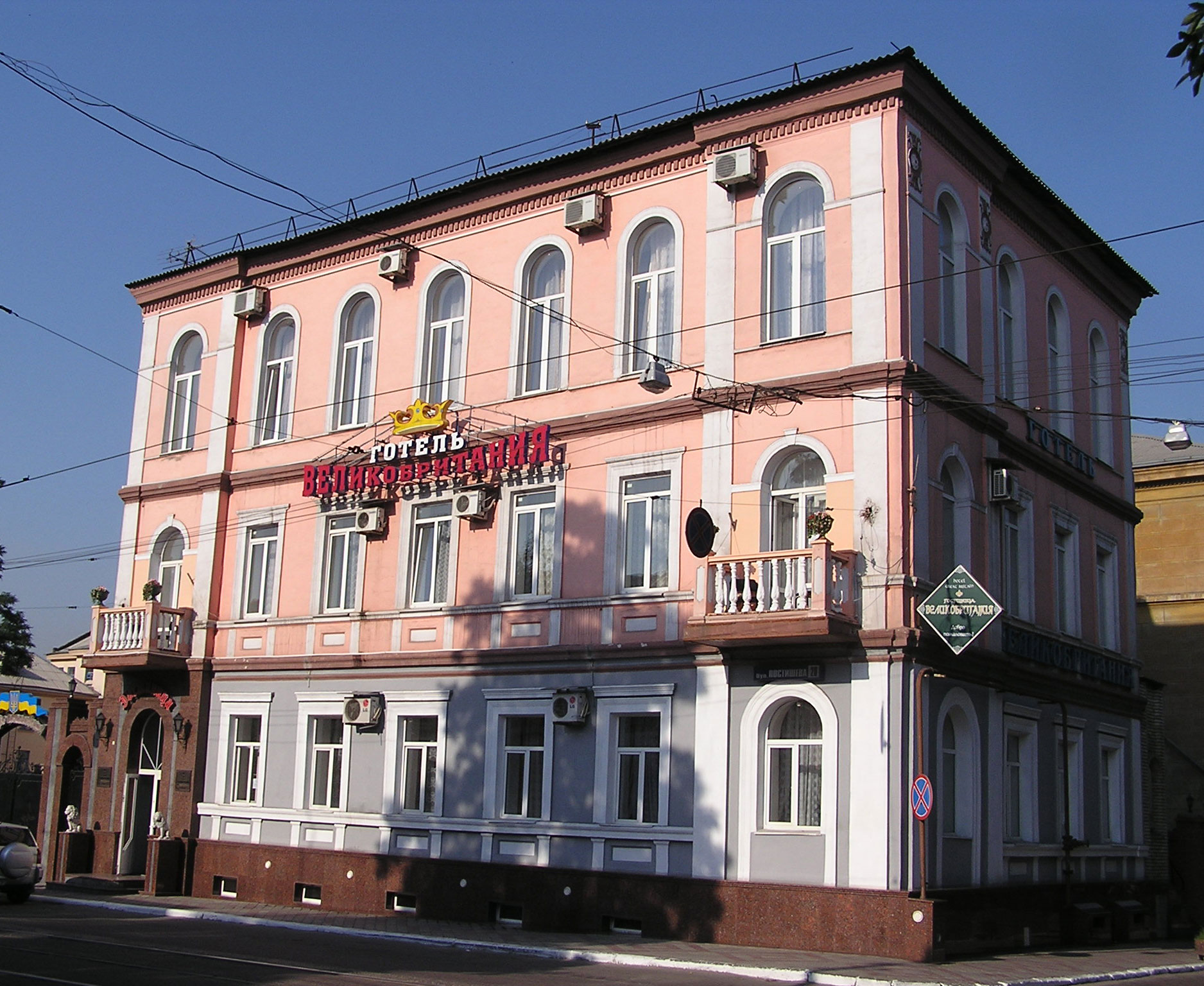
ホテルグレート・ブリテン。1883年に建築されたドネツィクでは最も古い建物の1つ。

ドネツィクがユゾフカと呼ばれていた時代、街は北と南の2つの部分に分かれていた。市の南側は工場や鉄道駅、電報局、病院、学校があった。工場からそう遠くない場所は「イギリス人街」で、技術者や管理者が住んでいた。
ジョン・ヒューズの家や様々な外国人労働者の建物群が建築された後、市の南部は主に英国式に構築された。これらの建物は長方形や三角形の形をしたファサードや緑色の屋根、大きな窓でこれらは建物やバルコニーの大きな部分を占めていた。街のこの部分は通りが広く、舗装がされていた。ドネツィクの建物の形成に対して大きな影響を与えたのはノヴォロシアの会社の「公式建築家」Moldingauyerであった。当時のユゾコフ南部の建築物はジョン・ヒュースの家（1891年の物を一部保存）、ボルフールBolfur （1889年）、ボッセで構成されていた。
ユゾフカの北側であったノヴィ・ソヴェトには商人や職人、官僚が住んでいた。そこには市場や警察本部、イエス変容大聖堂などが位置していた。ノヴィ・ソヴェトの中央の通りと近隣の通り際には、主に1階か2階の民家や市場、レストラン、ホテル、オフィス、銀行があった。ユゾフカの北側部分で有名な保存されている建物にはホテルグレート・ブリテンがある。
最初のスタリノ時代での総合的な計画は1932年にオデッサで建築家P. Golovchenkoによって作られ、1937年に計画の一部に手が加えられた。この計画は、市の建設局の歴史で初めてのことであった。ドネツィク市内の大部分の建築物は20世紀後半以降のもので、設計はドネツィク市の建築家パヴェル・ヴィグジェルゴーズで、1978年にソビエト連邦国家賞を受賞した。

### 宗教

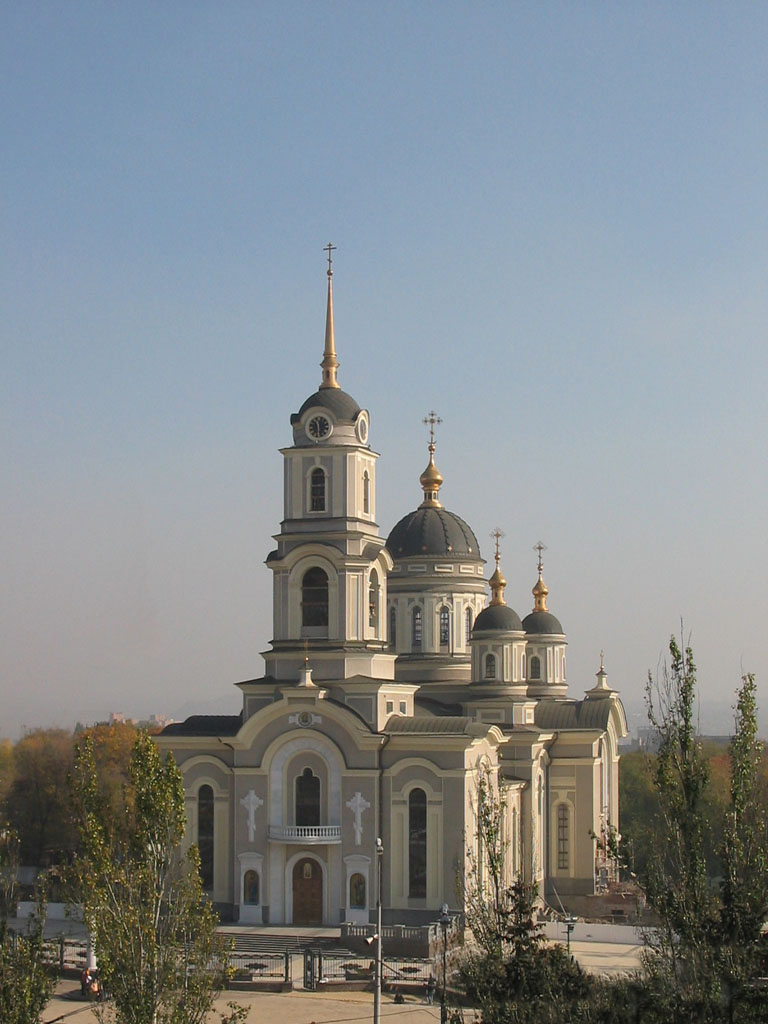
再建されたイエス変容大聖堂

ドネツィクの住民はそれぞれ多くの異なった宗教に属しており、正教会、東方典礼カトリック教会、プロテスタント、カトリック教会、イスラム教のモスク、ユダヤ教のシナゴーグなど様々である。最も多くの信徒を抱える宗教はウクライナ正教会（モスクワ総主教庁系、キエフ総主教庁系）である。
2014年にドネツィク臨時政府議長Denis Pushilinの署名のビラがユダヤ人の過越で配布された。ビラにはドネツィクのユダヤ人の市民は彼ら自身や自分の財産、家族を親ロシア派の当局に登録するように伝えていた。ビラではその要求に従わなければ、市民権の取り消しや財産の没収につながると主張していた。ビラのホロコーストの影を見たドネツィクのユダヤ人には混乱と恐怖を引き起こした 。しかしながら、ビラはロシア・トゥデイの報道によって偽物であると判断された。

### メディア
以下の5つのテレビ局がドネツィクにはある。
- TRK Ukraina (ウクライナ語: ТРК Україна)[49]
- KRT, Kyivska Rus' (ウクライナ語: КРТ, Київська Русь)[50]
- First Municipal (ロシア語: Первый муниципальный)[51]
- Kanal 27 (ロシア語: 27 канал)
- TRK Donbass (ロシア語: ТРК Донбасс)

ドネツィクには360mの高さのテレビ塔があり、市内で最も高い建築物のひとつで1992年に完成した。

### 著名人
ドネツィクの市民は一般にダニチャニ (Донеччани) と呼ばれる。以下の人々は著名なドネツィク出身か市内で育った人々である。
- エッマ・アンドリエーヴシカ、ウクライナの詩人
- ミコラ・アザロフ、元ウクライナ首相
- セルゲイ・ブブカ、元陸上競技選手
- ニキータ・クリーロフ、ウクライナの総合格闘家
- ニキータ・フルシチョフ、ソビエト連邦の政治家、同国の第4代最高指導者
- アナトリー・フォメンコ、ロシアの数学者
- ナタリア・マーマドワ、アゼルバイジャン国籍の女子バレーボール選手
- オレクシー・ペチェロフ、ウクライナのプロバスケットボール選手
- セルゲイ・レブロフ、サッカー指導者
- ナタン・シャランスキー、ソビエト連邦の反体制運動家・作家・イスラエルの政治家
- ナデジダ・トカチェンコ、ソビエト連邦の陸上競技選手・オリンピック金メダリスト
- ヴィクトル・ヤヌコーヴィチ、ユーロマイダンが原因で失職させられた元ウクライナ大統領[52]。
- オレグ・ベルニャエフ、体操選手・オリンピック金メダリスト

### 博物館
ドネツィクに約140の博物館や美術館があり、2つの地域の大きな博物館であるドネツィク地域歴史博物館、ドネツィク地域美術館が含まれる。ドネツィク地域歴史博物館はドネツィクの全貌を明らかにし、地域一帯をカバーする。1924年に開館し、12万の収蔵品には先史時代に遡る考古学的な発見からジョン・ヒューズの街の創設や炭鉱、第一次世界大戦、ソビエト時代にまで及ぶ。
FCsシャクタール博物館は2010年に開館し、ウクライナで初めてヨーロピアン・ミュージアム・オブ・ザ・イヤー賞を受賞した。

## 交通

### 公共交通

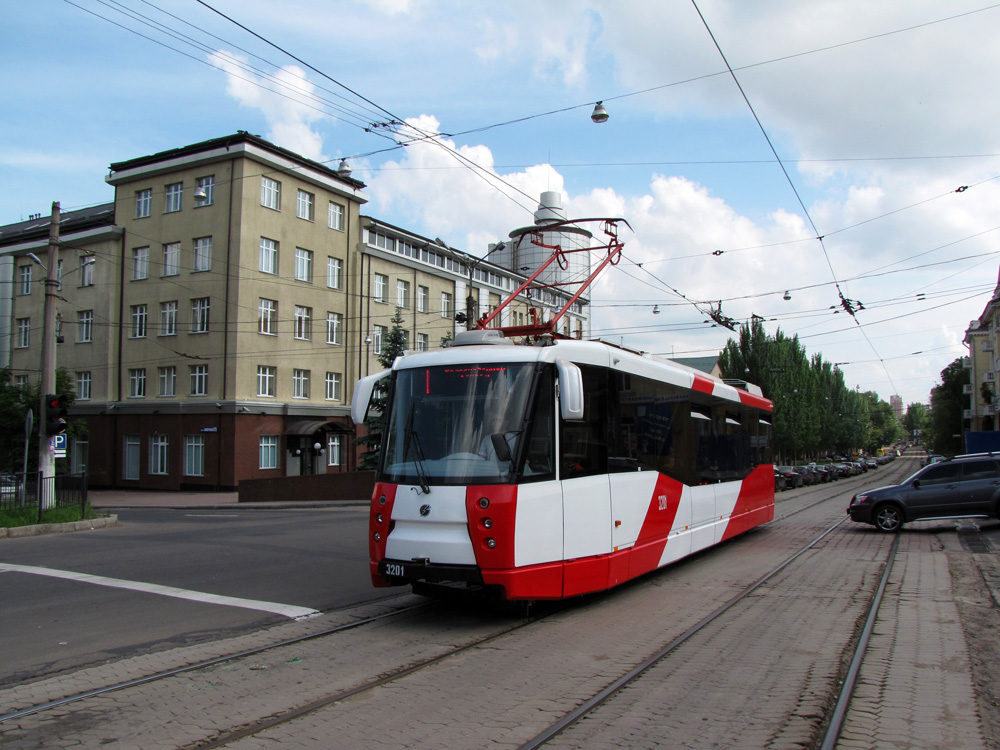
トラム LM-2008

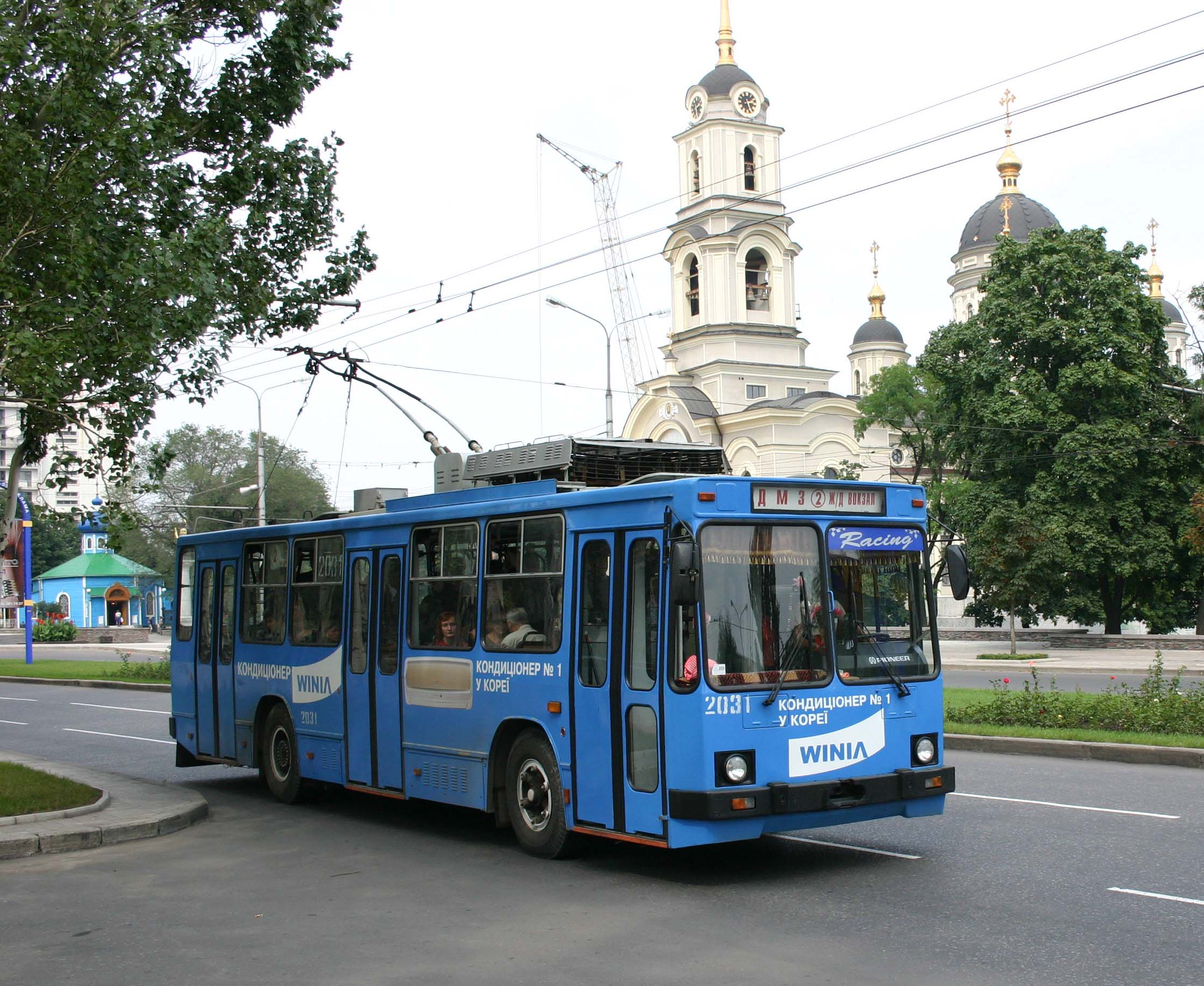
トロリーバスと大聖堂

ドネツィク市内の主な交通は、トラム（路面電車、ドネツィク市電）やトロリーバス、路線バス、私営ミニバスのマルシュルートカである。市内の公共交通は自治体が統合して運営する企業Dongorpastransにより運行される。市内には12のトラム路線（-130 km）、17のトロリーバスの路線（-188 km）、115の路線バス系統がある。
トラムとトロリーバスは市内に2つの駅がそれぞれある 。他の市内の交通手段にはタクシーがあり、ドネツィクには32台が走っている。ドネツィクには市内と郊外にバスターミナルがあり、 Yuzhnyは主に南方向の路線を扱い、Tsentr はマリンカやヴヘルダルの他、都市間路線、Krytyi rynokは主に北や東方向の路線を扱い、 Putilovskyは北や北西方向の路線を扱っている。
1992年にドネツィク地下鉄の建設が始まったが、近年になって資金不足のため放棄された。路線や駅は完成していない。

### 鉄道

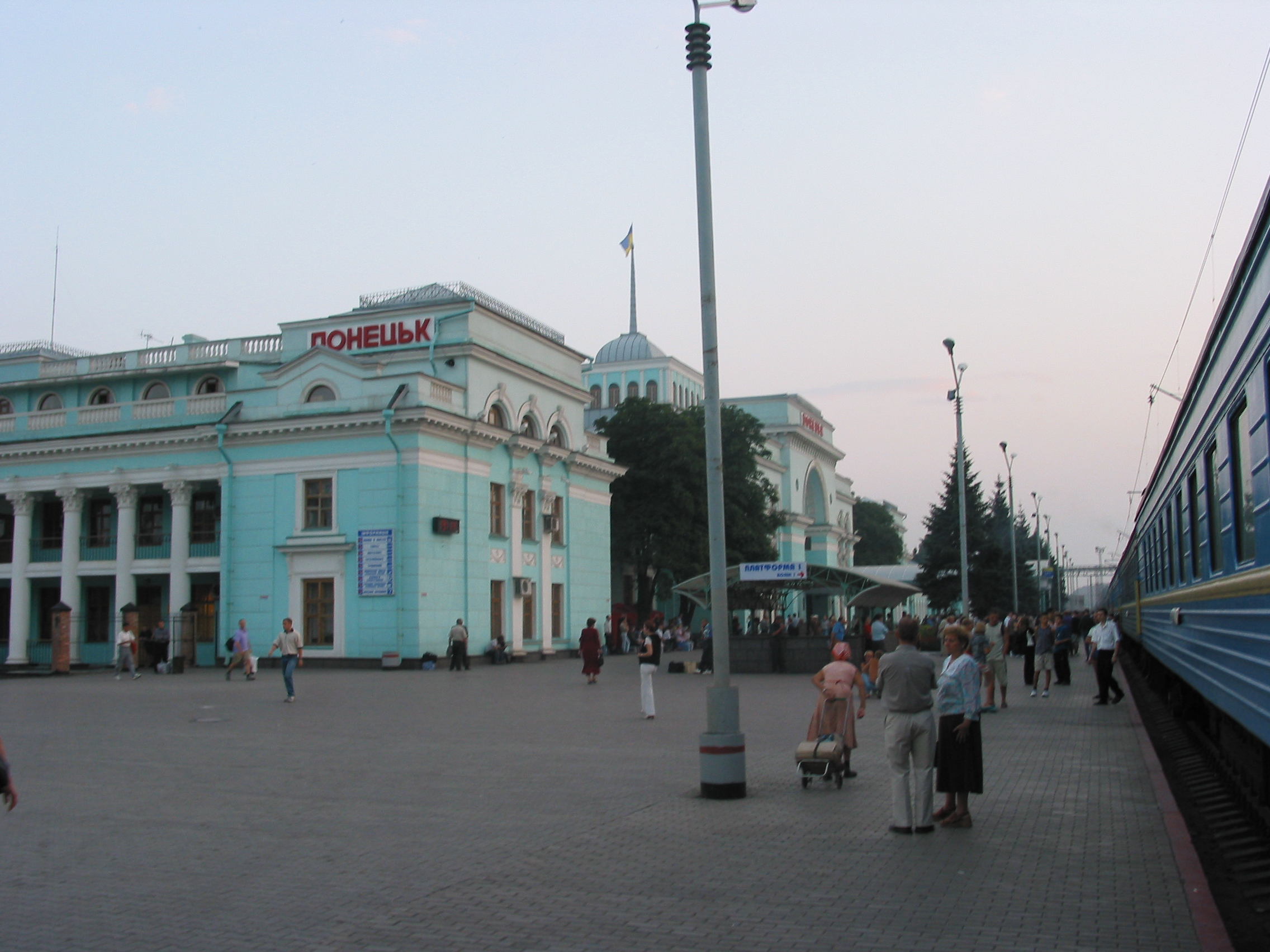
ドネツィク中央駅

ドネツィクの中央駅は年間700万人の旅客を扱い、街の北側に位置する。中央駅の近くには博物館があり、この地域の鉄道の歴史について扱う。他の駅にはRutchenkovoがキィフスキィ地区にあり、Mandrykinoはペトロフスキィ地区、Mushketovoはブヂオニヴスキイィ地区にある。
一部の旅客列車はドネツィク駅を避け、市内のYasynuvata駅で扱っている。また、市内には子供鉄道もある。ドネツィクはUEFA EURO 2012の開催都市であったため、UEFAの必要条件に応じるべく新しい鉄道ターミナル施設が計画されていた。
ドネツィク州は重要なウクライナの交通のハブである。ドネツィクを基盤とする、ドネツィク鉄道はウクライナでは最大規模の鉄道部門のひとつである。地域の農業や工業などの事業、ドネツィクやルハーンシク、部分的にドニプロペトロフスク、ザポリーニャ、ハルキウ州の人々に供されている。

### 道路
ロシアのロストフ・ナ・ドヌへ続く欧州自動車道路のがドネツィク市内を通過する。これに加えて、国際道路のM04が市内を通る。ウクライナの国道N15、N20、N21号線も市内を通っている。ドネツィクをバイパスする4期目の環状道路の工事は、2014年に完成する。

### 航空
ドネツィクにはドネツィク国際空港がある 。1940年代の終わりに工事が終わり、1950年代に供用が始まった。全ての空港施設は1973年に完成している。ドンバスアエロはドネツィク国際空港をベースとして運航している。
2014年7月現在では親ロシア派とウクライナ軍の戦闘により、空港は機能停止状態にある。

## 教育

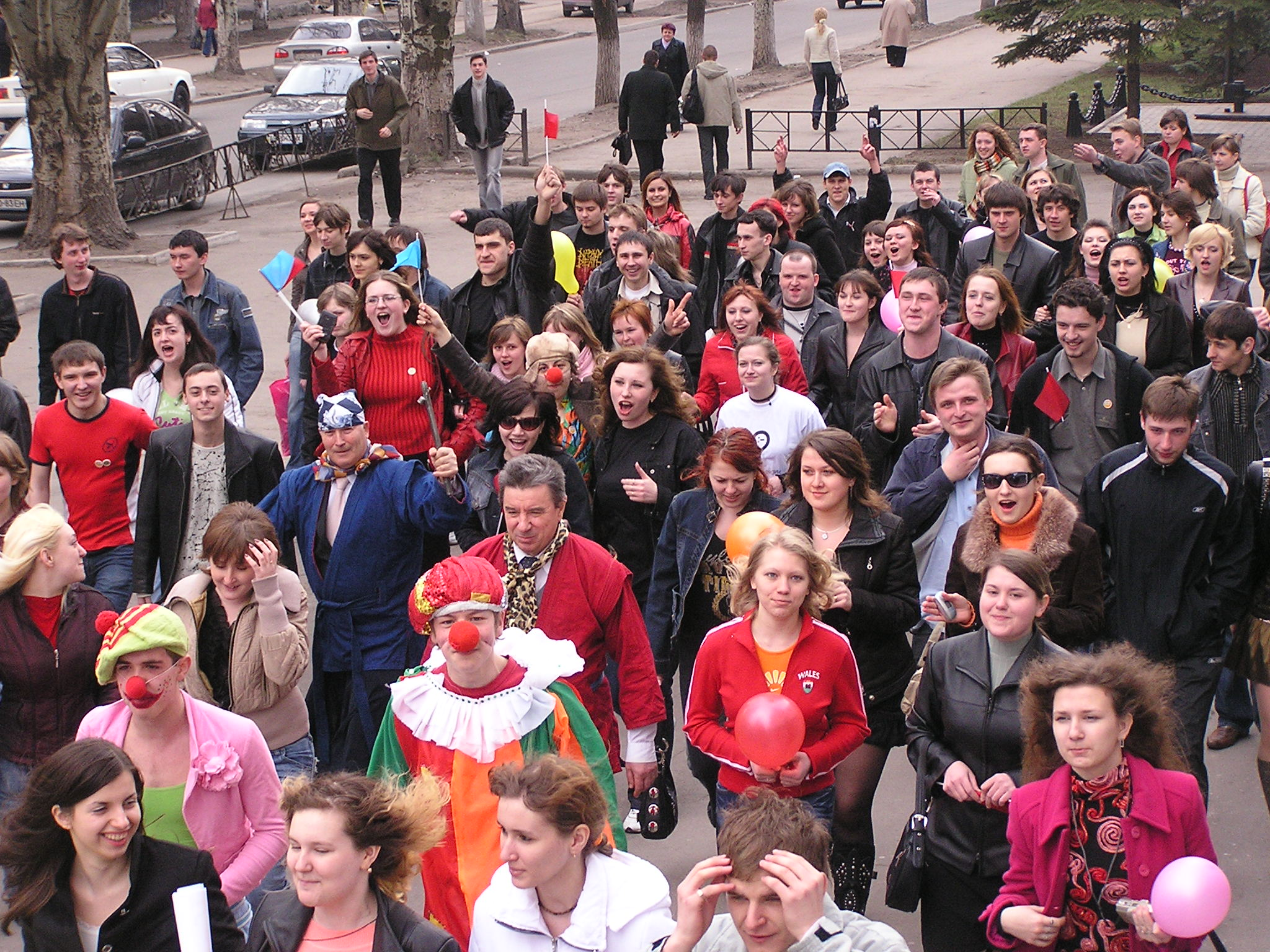
物理学の日のドネツィク国立大学（2006年）

ドネツィクにはいくつかの大学があり、5の国立大学と11の研究機関、3のアカデミー、技術学校テフニクム、5の私立大学、6のカレッジが含まれる。最も有力で著名な教育機関はドネツィク国立技術大学で1921年に創設された。ドネツィク国立大学は1937年に創設された。国立技術大学とマグデブルクの大学は密接な関係を持っている。1970年以来、100人を超える東ドイツからの学生が2つのドネツィクの国立大学のどちらかで高等教育を修了している。ドネツィクにはまた1930年に創設されたドネツィク国立医科大学があり、ソ連では最大規模の医科大学のひとつであった。ドネツィクには科学研究機関やイスラム大学、1960年に創設されたコンセルヴァトワールのプロコフィエフドネツィク国立ミュージックアカデミーがある。

## 姉妹都市
ドネツィクは以下の都市と姉妹都市の関係にある。
| - ボーフム, ドイツ, (1987) - シャルルロワ, ベルギー - カトヴィツェ, ポーランド - クタイシ, ジョージア | - モスクワ, ロシア - ナルヴァ, エストニア - ピッツバーグ, アメリカ - ロストフ・ナ・ドヌ, ロシア | - シェフィールド, イギリス - ターラント, イタリア (1984) - ヴィリニュス, リトアニア - バクー, アゼルバイジャン (2009) | - マタガルパ, ニカラグア(2004) |